# Bill Kovacs

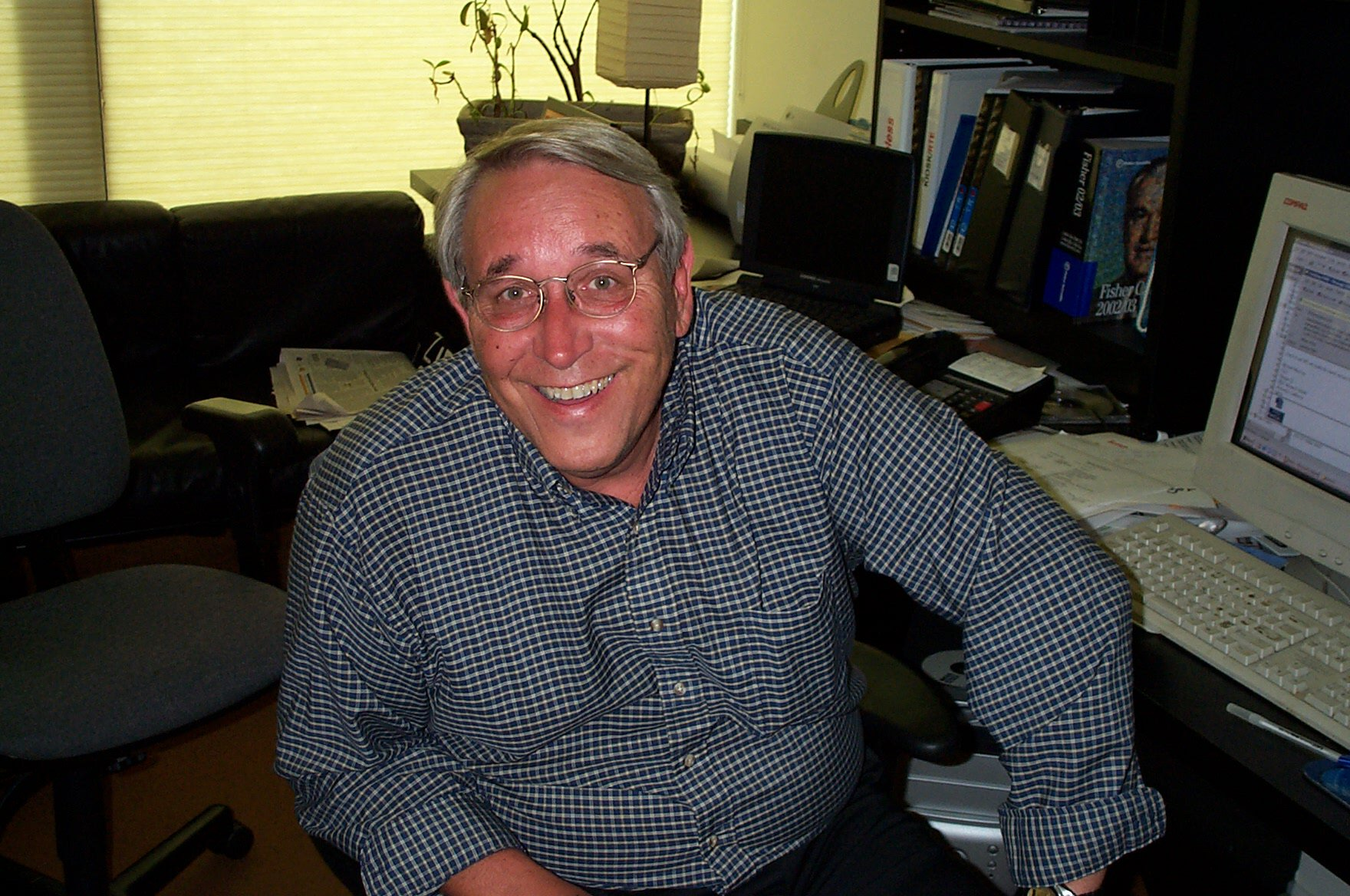
Bill Kovacs beim Rezn8 (2002)

William „Bill“ Kovacs (* 5. Oktober 1949 in Pennsylvania; † 30. Mai 2006 in Camarillo, Kalifornien) war ein US-amerikanischer Informatiker, Unternehmer und Computergrafiker. Er gilt als Pionier auf dem Gebiet der Computeranimation und der Computeranimationssoftware. Er war Gründer des ehemaligen Softwareunternehmens Wavefront Technologies.

## Ausbildung
Kovacs studierte Architektur an der Carnegie Mellon University, wo er 1971 seinen Bachelor of Architecture erlangte. Danach arbeitete er für das Architekturbüro Skidmore, Owings and Merrill in deren New Yorker Niederlassung, während er gleichzeitig an seinem Master-Abschluss in Environmental Design an der Yale University arbeitete. Nachdem er 1972 erfolgreich seinen Master-Abschluss erlangt hatte, wurde er an die Chicagoer Niederlassung von Skidmore, Owings and Merrill geholt, wo er erstmals mit CAD-Systemen arbeitete.

## Computeranimation
1978 verließ Kovacs Skidmore, Owings and Merrill – und damit die Architektur-Branche insgesamt –, um eine Führungsposition bei Robert Abel & Associates, einer Produktionsfirma von TV-Werbefilmen und optischen visuellen Effekten anzunehmen, die maßgeblich durch seine Mitwirkung zu einer der ersten Produktionsfirmen von Computeranimationen wurde. Bei Robert Abel & Associates wurde Kovacs zum „Technik-Guru“, zum führenden Fachmann für Software und technische Fragen, der in weiten Teilen die (ständig erweiterte) Software für die vielfältigen, im Verlauf der Firmengeschichte wechselnden Hardware-Plattformen der Firma schrieb.
1984 verließ Kovacs Robert Abel & Associates und gründete Wavefront Technologies – die erste Softwarefirma, die gebrauchsfertige Animationssoftware anbot. Bis zu diesem Zeitpunkt war es üblich, dass Produktionsfirmen von Computergraphik nahezu ihre gesamte Software selbst erstellen mussten, und jede Firma unterschiedliche, eigens erstellte Software gebrauchte.
1995 übernahm Silicon Graphics Wavefront Technologies für 500 Millionen US-Dollar, zusammen mit dessen größten Konkurrenten Alias Research, und fusionierte beide Unternehmen zu  Alias|Wavefront.
Nach seinem Ausscheiden aus Wavefront Technologies 1994 beteiligte sich Kovacs an der Gründung von Instant Effects, fungierte als Berater für das Softwareunternehmen Electronic Arts und arbeitete von 2000 bis zu seinem Tod als Chief Technical Officer von RezN8.
1998 wurde Kovacs von der Academy of Motion Picture Arts and Sciences für seine Leistungen für die Entwicklung der Computeranimation mit dem Oscar in der Kategorie Wissenschaft und Entwicklung ausgezeichnet.